# Будинок Миколаївського єпархіального братства
Будинок Миколаївського єпархіального братства — пам'ятка архітектури, розташована в Чернігові. Будівля є прикладом архітектури псевдоросійського стилю, поширеного на стику 19 і 20 століття.

## Історія
Будинок побудований в 1911—1912 роках. В загальний об'єм увійшли зведена в 1870 році каплиця на честь Олександра Невського.
З 1912 року в будівлі розміщувалася колекція єпархіального сховища старожитностей. В період з кінця 1919 — на початку 1920 років в будівлі розміщувалися губернаторський політвідділ і воєнно-політичні курси для командирів Червоної армії, потім — співробітників освітньої сфери. З 1932 року до початку Великої Вітчизняної війни тут знаходився український музично-драматичний театр. В серпні 1941 року театр згорів при попаданні німецької бомби. В післявоєнні роки будівлю було відновлено з надбудовою третього поверху над колишньою каплицею. В 1985 році відновлені намети над входами.
З 1964 року в будинку знаходиться Чернігівський обласний філармонійний центр фестивалів та концертних програм.
У 2019—2021 будівлю відреставрували: замінили вікна та двері, оновили фасад, замінили систему водостоку та покриття тротуару біля будівлі. Всередині переоблаштували сцену, замінили крісла та встановили ліфт для маломобільних груп населення. Загальна вартість трьох черг реставрації склала майже 32 мільйона гривень.